# Chares z Lindos
Chares z Lindos (gr. Χάρης ὁ Λίνδιος) – rzeźbiarz grecki z Lindos na Rodos, tworzący po 300 p.n.e., uczeń Lizypa. W latach ok. 294-280 p.n.e. projektant i nadzorca budowy Kolosa z Rodos. Według anegdoty przekazanej przez Sekstusa Empiryka, miał popełnić samobójstwo po tym, jak odkrył błąd w obliczeniu kosztu budowy Kolosa. Identyfikowany z Chareasem z Historii naturalnej Pliniusza.
Imię Charesa upamiętnia Aphaenogaster charesi, gatunek mrówki z Rodos, opisany w 2016 przez Sebastiana Salatę i Lecha Borowca.